# Seoul Land
Seoul Land (ou SeoulLand) est un parc d'attractions situé à Gwacheon, une ville de la province de Gyeonggi, en Corée du Sud. Il fait partie du complexe Seoul Grand Park (en). Il ouvre en 1987, juste avant les Jeux olympiques d'été de 1988. Le parc compte une quarantaine d'attractions.
Le parc est plus petit qu'Everland, mais plus proche de Séoul. Le parc accueille environ 3.5 millions de visiteurs par an,,.

## Le parc d'attractions
Seoul Land est divisé en 5 zones thématiques ; World Plaza, Adventure Land, Fantasy Land, Tomorrow Land et Samchulli Hill.

### Montagnes russes
| Nom                          | Type                              | Constructeur          | Année |
| ---------------------------- | --------------------------------- | --------------------- | ----- |
| Black Hole 2000              | Montagnes russes en métal assises | Senyo Kogyo Co., Ltd. | 1990  |
| Columbia Double Loop Coaster | Montagnes russes en métal assises | Senyo Kogyo Co., Ltd. | 1988  |
| Crazy Mouse                  | Wild Mouse                        | Senyo Kogyo Co., Ltd. | 1988  |
| Rudolph 2 Loop Coaster       | Montagnes russes E-Powered junior | Zamperla              | 1990  |
| Tikitoc Train                | Montagnes russes en métal junior  | Interpark             | 1996  |

### Autres attractions
- Big Merry-Go-Round - Carrousel
- Den of Lost Thieves - Parcours scénique interactif de Sally Corporation
- Flume Ride - Bûches
- King Viking - Bateau à bascule
- Shot Drop - Double Shot de 52 mètres.
- Sky X - Skycoaster
- Sudden Attack - Laser game basé sur la licence Sudden Attack, populaire en Corée du Sud[5].
- Top Spin - Top Spin
- X Flyer - Kamikaze

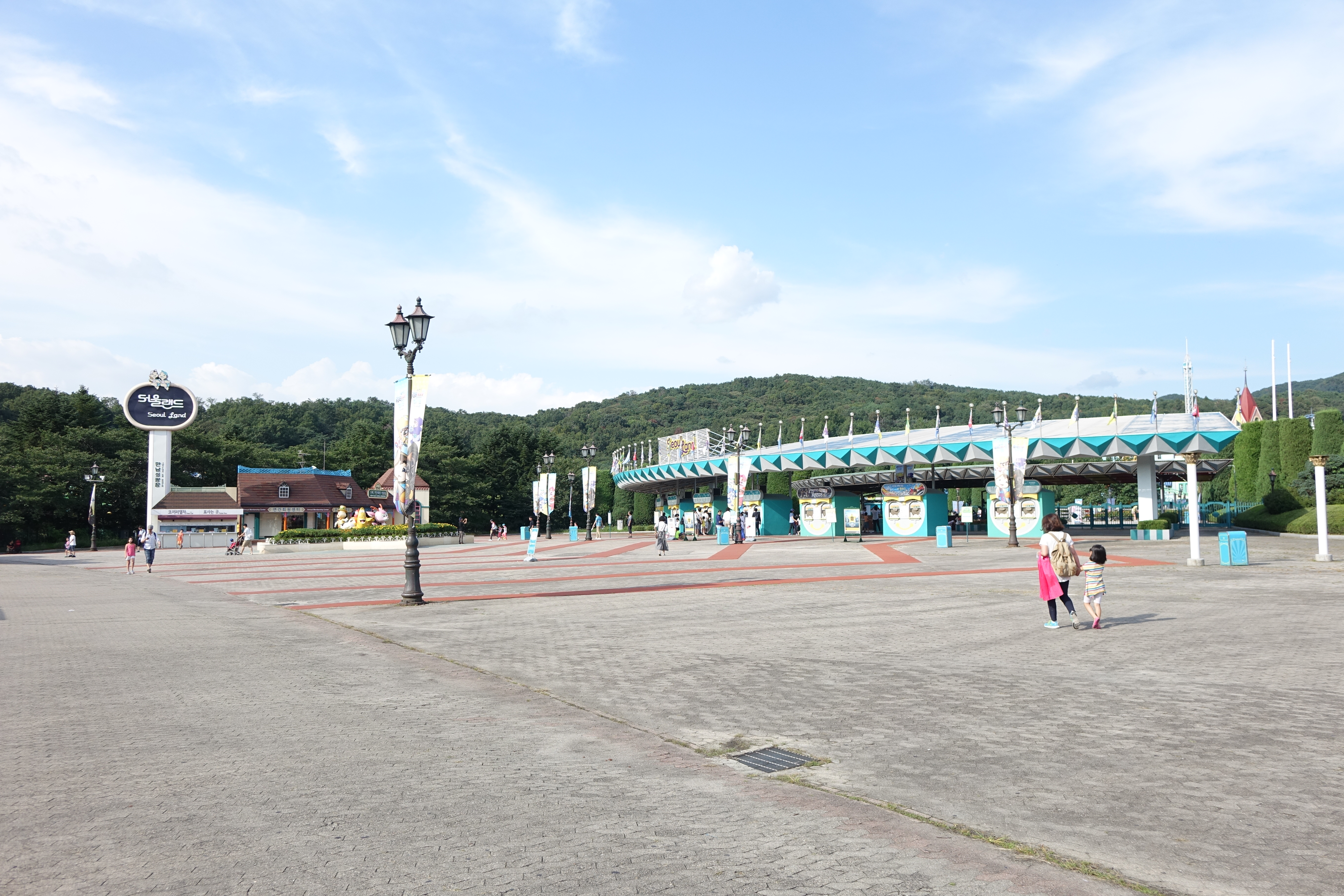
Entrée du parc
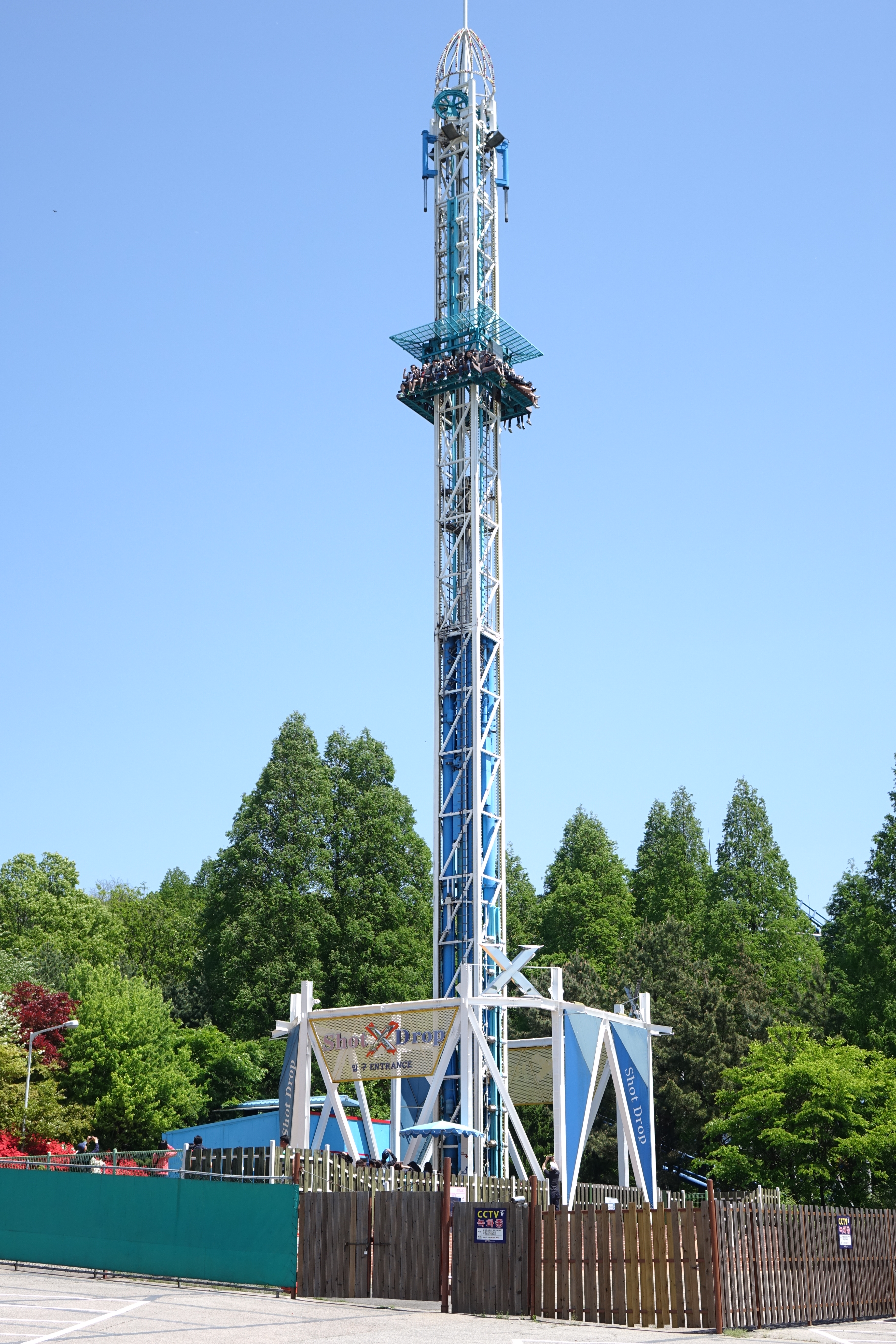
Shot Drop
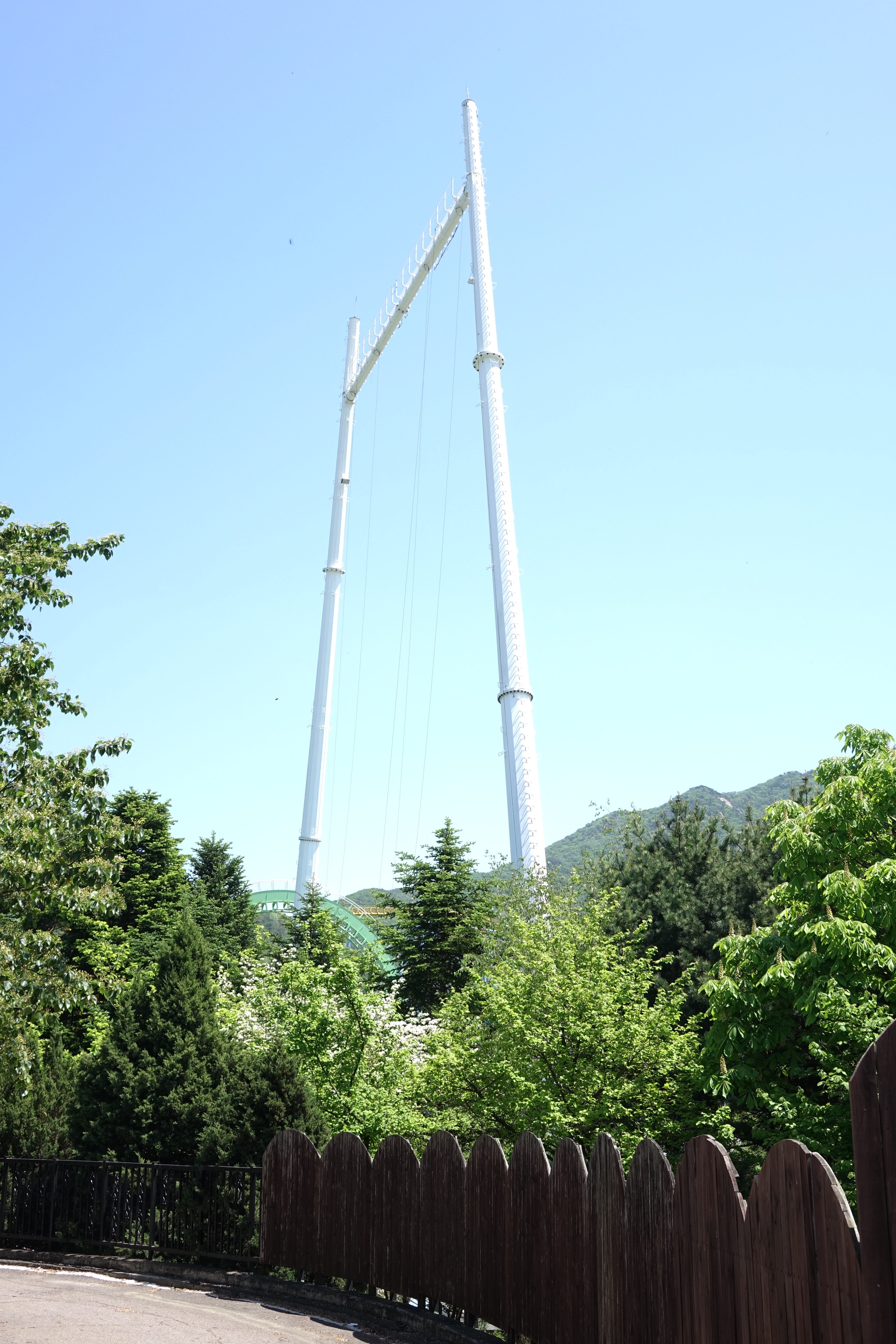
Sky X
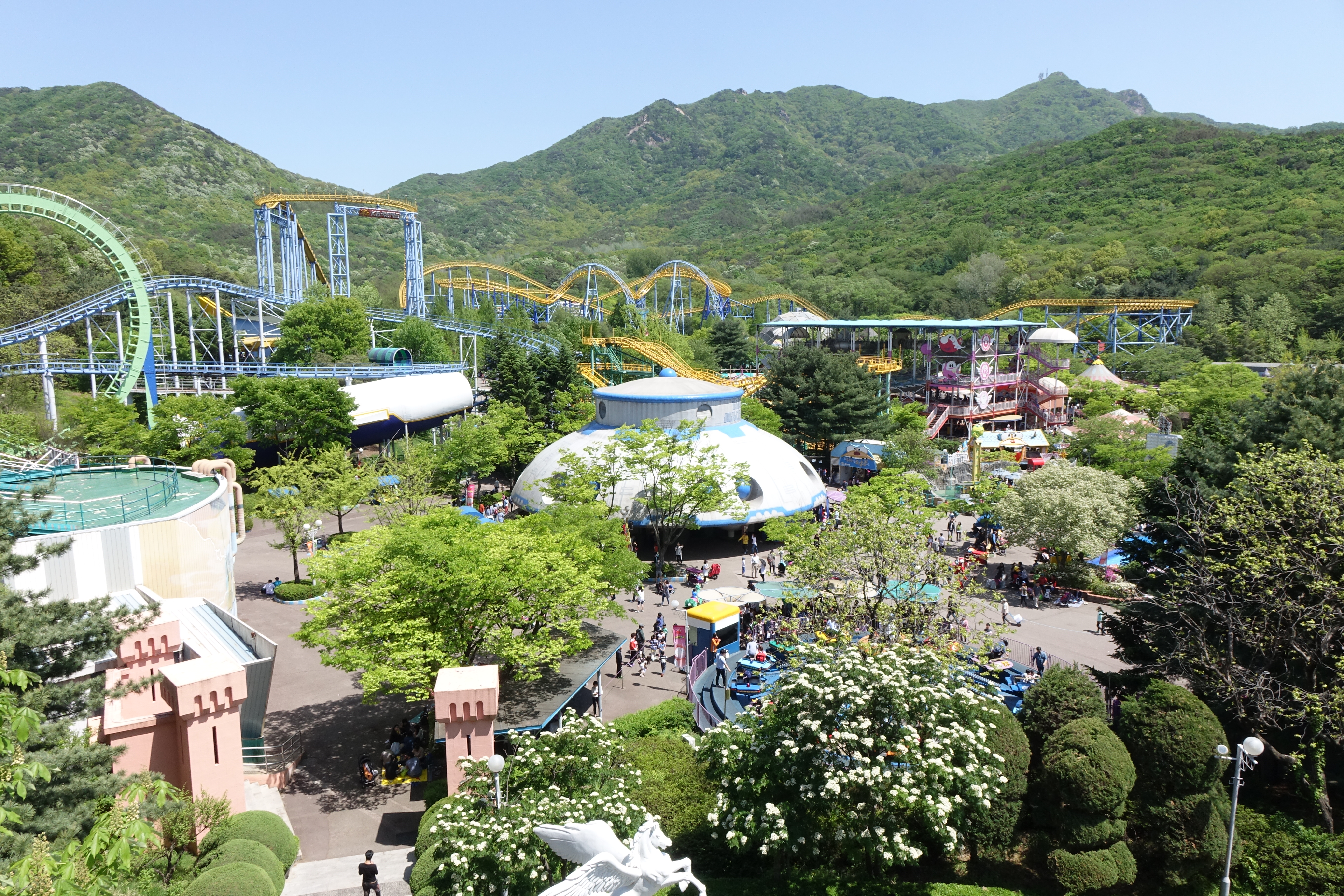
Vue générale du parc